# Rumania en los Juegos Olímpicos de Atlanta 1996
Rumania estuvo representada en los Juegos Olímpicos de Atlanta 1996 por un total de 165 deportistas que compitieron en 18 deportes.  
La portadora de la bandera en la ceremonia de apertura fue la remera Iulică Ruican.

## Medallistas
El equipo olímpico rumano obtuvo las siguientes medallas:
| Nombre | Deporte            | Competición                  |
| --- | ------------------ | ---------------------------- |
| Oro |                    |                              |
| Laura Badea | Esgrima            | Florete ind. F               |
| Simona Amânar | Gimnasia artística | Salto de potro F             |
| Constanța Burcică Camelia Macoviciuc | Remo               | Doble scull ligero (LW2x) F  |
| Veronica Cogeanu Liliana Gafencu Doina Ignat Elisabeta Lipă Ioana Olteanu Marioara Popescu Doina Spîrcu Anca Tănase Elena Georgescu (t) | Remo               | Ocho con timonel (W8+) F     |
| Plata |                    |                              |
| Gabriela Szabo | Atletismo          | 1500 m F                     |
| Laura Badea Roxana Scarlat Reka Szabo                                                                                                   | Esgrima            | Florete por eqs. F           |
| Marius Urzică | Gimnasia artística | Caballo con arcos M          |
| Dan Burincă | Gimnasia artística | Anillas M                    |
| Gina Gogean | Gimnasia artística | Concurso completo ind. F     |
| Simona Amânar | Gimnasia artística | Suelo F                      |
| Antonel Borșan Marcel Glăvan | Piragüismo         | C2 1000 m M                  |
| Bronce |                    |                              |
| Leonard Doroftei | Boxeo              | Ligero (60 kg) M             |
| Marian Simion | Boxeo              | Wélter (69 kg) M             |
| Simona Amânar* | Gimnasia artística | Concurso completo ind. F     |
| Lavinia Miloșovici* | Gimnasia artística | Concurso completo ind. F     |
| Gina Gogean | Gimnasia artística | Salto de potro F             |
| Gina Gogean | Gimnasia artística | Barra de equilibrio F        |
| Simona Amânar Gina Gogean Ionela Loaieș Alexandra Marinescu Lavinia Miloșovici Mirela Țugurlan                                          | Gimnasia artística | Concurso completo por eqs. F |
| Nicu Vlad | Halterofilia       | 108 kg M                     |
| Gheorghe Andriev Grigore Obreja | Piragüismo         | C2 500 m M                   |

- (*) - Ambas gimnastas obtuvieron el bronce al terminar con la misma puntuación el concurso.